# Borzano

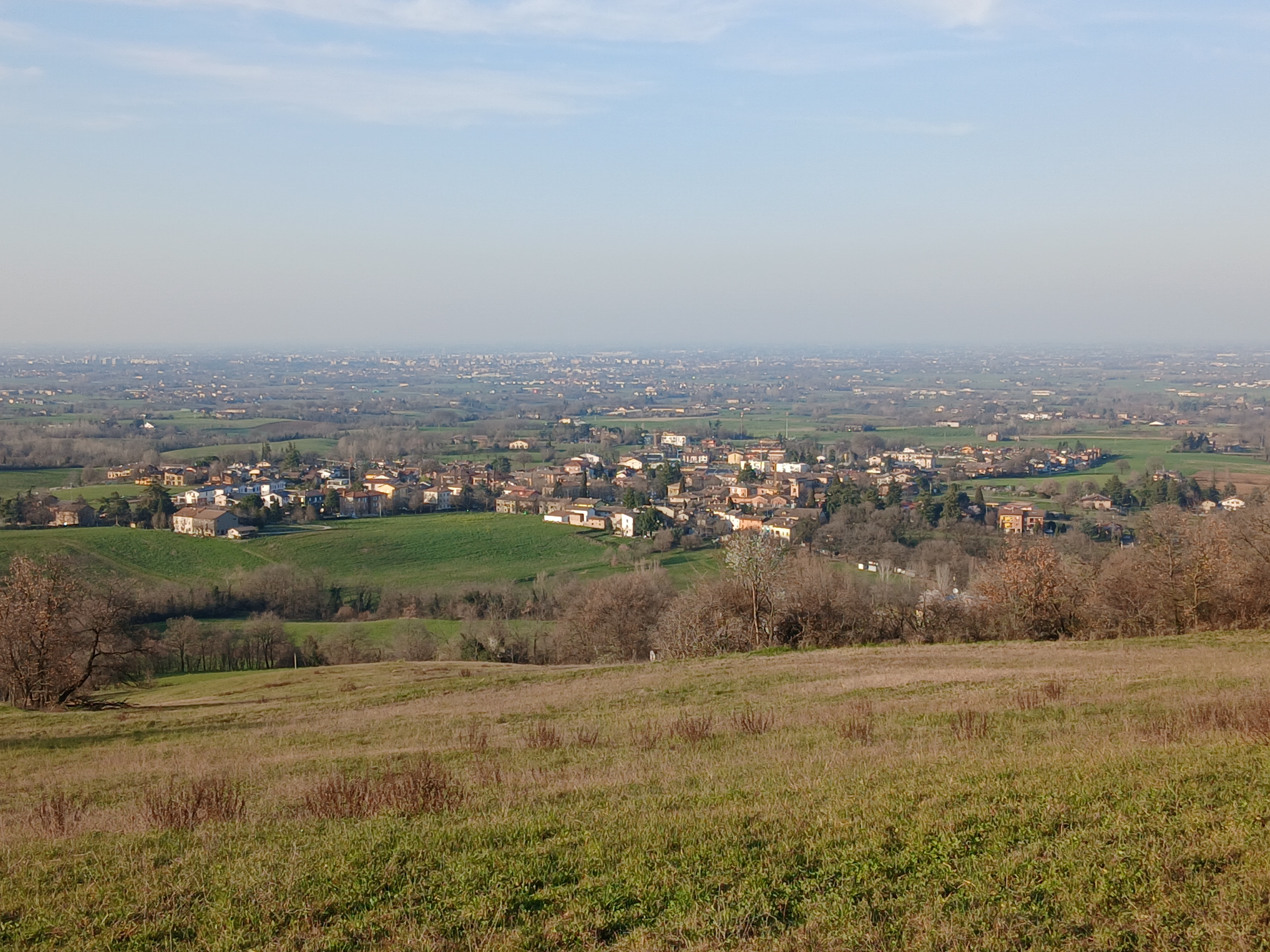
Borzano dai colli vicini

Borzano (Bursân in dialetto reggiano) è la principale frazione del comune di Albinea in provincia di Reggio Emilia. 

## Geografia fisica
Borzano sorge lungo la sponda sinistra del torrente Lodola, alle pendici delle colline preappenniniche. È situata a 4 km ad est dal capoluogo comunale, a breve distanza dal confine con Scandiano.

## Storia
Borzano viene citata come in Laudola prope Burcianò in un documento dell'896 mentre nel 1070 la Chiesa reggiana concede il villaggio a Bonifacio di Canossa. Nel 1192 Enrico VI di Svevia la riconsegna al vescovo di Reggio. Dopo il congresso di Vienna venne aggregata a Scandiano poi, con l'Unità d'Italia ad Albinea.

## Monumenti

### Architetture religiose
- Chiesa parrocchiale dedicata alla Natività della Beata Vergine Maria
- Chiesa di San Giovanni in Castello

### Architetture militari
- Castello di Borzano

## Cultura

### Eventi
La fiera di Borzano è una fiera di paese che cade nella terza domenica di luglio, giunta, nel 2018, alla sua 210ª edizione. Dura tre giorni e ci sono molti giochi per bambini, dai barattoli e dalla pesca fino ad antichi giochi in legno.
La domenica di Carnevale, viene organizzata, sempre nel parchetto parrocchiale, una sfilata in costume.
La Caldarrosta day, una festa dove vengono cucinate caldarroste e per i bambini è presente la Gimkana, una corsa in bici nel parchetto dell'oratorio. La festa cade la terza domenica di ottobre.

## Sport
La locale squadra di calcio, la Borzanese, partecipa alla manifestazione calcistica del Torneo della Montagna, giocata da formazioni dell'Appennino reggiano arrivato ad oltre 60 edizioni. 
Dal 2009 la Polisportiva Borzanese opera sul territorio organizzando e coordinando varie attività sportive, che spaziano dal calcio, al podismo, al ciclismo, agli sport invernali. 
Tra le manifestazioni più seguite possiamo ricordare il torneo di calcio a 5 Memorial Marco Conti che si svolge ogni anno nei mesi di maggio-giugno e la camminata non competitiva Un Gir per Bursan, che nella prima domenica di maggio raduna da oltre 30 anni più di mille podisti.